# Терех Олександр Іванович
Олександр Іванович Терех (8 грудня 1928, Київ — 3 вересня 2013, Київ) — український письменник-перекладач.

## Біографія
Олександр Терех народився в Києві. Батько — Терех Іван Захарович (1898—1977), агроном. Мати — Артюх-Терех Ганна Степанівна (1904—1985), викладач англійської мови. Мати і батько родом з села Ольшана Ічнянського району Чернігівської області (до Жовтневого перевороту 1917 року — Прилуцького повіту Полтавської губернії).
Після закінчення київської середньої школи № 92 вступив до Київського державного університету ім. Т. Г. Шевченка на філологічний факультет, відділення романо-германських мов, який закінчив в 1952 році. У тому ж році одружився з Нечипоренко Лідією Тихонівною (1927—2000). В шлюбі народився син Терех Юрій Олександрович (1953) та дочка Терех-Вілсон Оксана Олександрівна (1962).
Після закінчення університету працював викладачем англійської мови, редактором у видавництві «Молодь», видавництві «Веселка», редактором і згодом завідувачем відділу західної літератури в журналі «Всесвіт». Викладав теорію перекладу в Києво-Могилянській академії. Переклав з англійської твори Р. Бредбері, Д. Тріза, О. Генрі, Ліліан Муур, Р. Белентайна, Д. Голсуорсі, К. Еміса, Д. Селінджера, Д. Джойса та інших. Лауреат премії імені Максима Рильського (2005).

## Переклади з англійської
- «Марсіанські хроніки», Р. Бредбері (1962)
- «Слідами змови» Д. Тріза (1963)
- «Кораловий острів» Р. Белентайна (1966)
- «Вище крокви, будівничі» Д. Селінджера
- «Крихітка єнот і Той, що сидить у ставку» Ліліан Муур
- «Вождь червоношкірих» О.Генрі
- Джеймс Джойс. Улісс: розд. 4, 6, 13 і 18 з роману / з англ. пер. О. Терех за ред. Г. Кочура // «Всесвіт» (Київ). — 1966. — № 5. — с. 113—141.
- «Звіробій» Ф. Купера (спільно з Л. Солоньком)
- «Історія кохання» Е. Сігала (спільно з М.Пінчевським)
- трилогія Д. Голсуорсі «Сага про Форсайтів» (1975)
- Джон Голсуорсі «Біла мавпа», «Інтерлюдія. Ідилія» («Interlude. A Silent Wooing») (неопубліковані переклади)
- Роберт Луїс Стівенсон. Сатанинська пляшка: оповідання. Переклад з англійської: О. І. Терех. Київ: Веселка, 2003. 54 с. (Серія «Золотий жук. Диво-пригоди»). ISBN 966-01-0252-6
- Джеймс Джойс «Улісс». Завершував роботу над перекладом Олександр Миколайович Мокровольський. Переклад вийшов після смерті Олександра Тереха в 2015 році у Видавництві Жупанського.